# Helenakirche
Helenakirche, St. Helena und Helenenkapelle heißen Kirchen der heiligen Helena.

## Deutschland
- Attenfeld: St. Helena (Igstetten)
- Bad Münstereifel, Nordrhein-Westfalen: St. Helena (Mutscheid)
- Bocholt: St. Helena (Barlo)
- Bonn: Helenenkapelle (Bonn)
- Breitenweiher: St. Helena (Breitenweiher)
- Gotha: Sankt Helena (Siebleben)
- Hamburg-Neumühlen: Helenenkapelle (Neumühlen)
- Hohenthann, Bayern:St. Helena (Wachelkofen), katholische Nebenkirche
- Inden: St.-Helena-Kapelle (Vilvenich)
- Kalletal, Nordrhein-Westfalen: Evangelisch-reformierte Kirche Langenholzhausen
- Kemmern: Helenenkapelle zwischen Kemmern und Baunach
- Lasel: St. Helena (Lasel), Eifel
- Losheim am See, Saarland: St. Helena (Wahlen)
- Ludwigslust: St. Helena und Andreas (Ludwigslust)
- Lychen: Helenenkapelle (Hohenlychen)
- Mönchengladbach: St. Helena (Rheindahlen)
- München: Pfarrkirche St. Helena
- Oberbrück, Bayern: Filialkirche St. Helena
- Schambach: St. Helena (Kipfenberg), Landkreis Eichstätt
- Schmalkalden: St. Helena
- Salzatal, Sachsen-Anhalt: St. Helena (Schiepzig)
- St. Helena (Schrotzhofen)
- Simmelsdorf: St. Helena (Sankt Helena), evangelisch-lutherische Hauptkirche
- Trier: St. Helena (Trier), katholische Pfarrkirche
- Viersen: St. Helena (Helenabrunn), katholische Pfarrkirche

## Österreich
Kärnten
- Pfarrkirche Sittersdorf
- Filialkirche Wieserberg
- Kirche am Magdalensberg

Niederösterreich
- Pfarrkirche Hollern
- Pfarrkirche Langenlebarn
- Pfarrkirche Rabensburg
- Filialkirche Baden-St. Helena

Steiermark
- Pfarrkirche Ottendorf an der Rittschein

Tirol
- Filialkirche St. Helene (Oberdrum)

## Italien
- Aldein (Südtirol): Pfarrkirche St. Helena
- Deutschnofen (Südtirol): St. Helena
- Quartu Sant’Elena: Basilika Sant’Elena Imperatrice
- Rom: Sant’Elena fuori Porta Prenestina
- bei Sankt Pankraz (Südtirol): St.-Helena-Kirche

## Weitere
- Belarus – Minsk: Kirche des heiligen Simon und der heiligen Helena
- England – Brentwood: Kathedrale St. Maria und St. Helena (Brentwood)
- England – Ranworth (Norfolk): St Helen’s (Ranworth)
- Kroatien – Čakovec: Sveta Jelena
- Malta – Birkirkara: St. Helena (Birkirkara)
- Niederlande – Aalten: Kirche St. Helena
- Schottland – Cockburnspath: St Helen’s Church (Old_Cambus)
- Slowakei – Považská Bystrica: Helenenkapelle (Považská Bystrica)
- Spanien – El Port de la Selva: Santa Helena de Rodes
- Tschechien – Vranov nad Dyjí: Helenenkapelle (Vranov nad Dyjí)
- USA – Helena (Montana): Cathedral of Saint Helena